# Nghệ nhân may corset

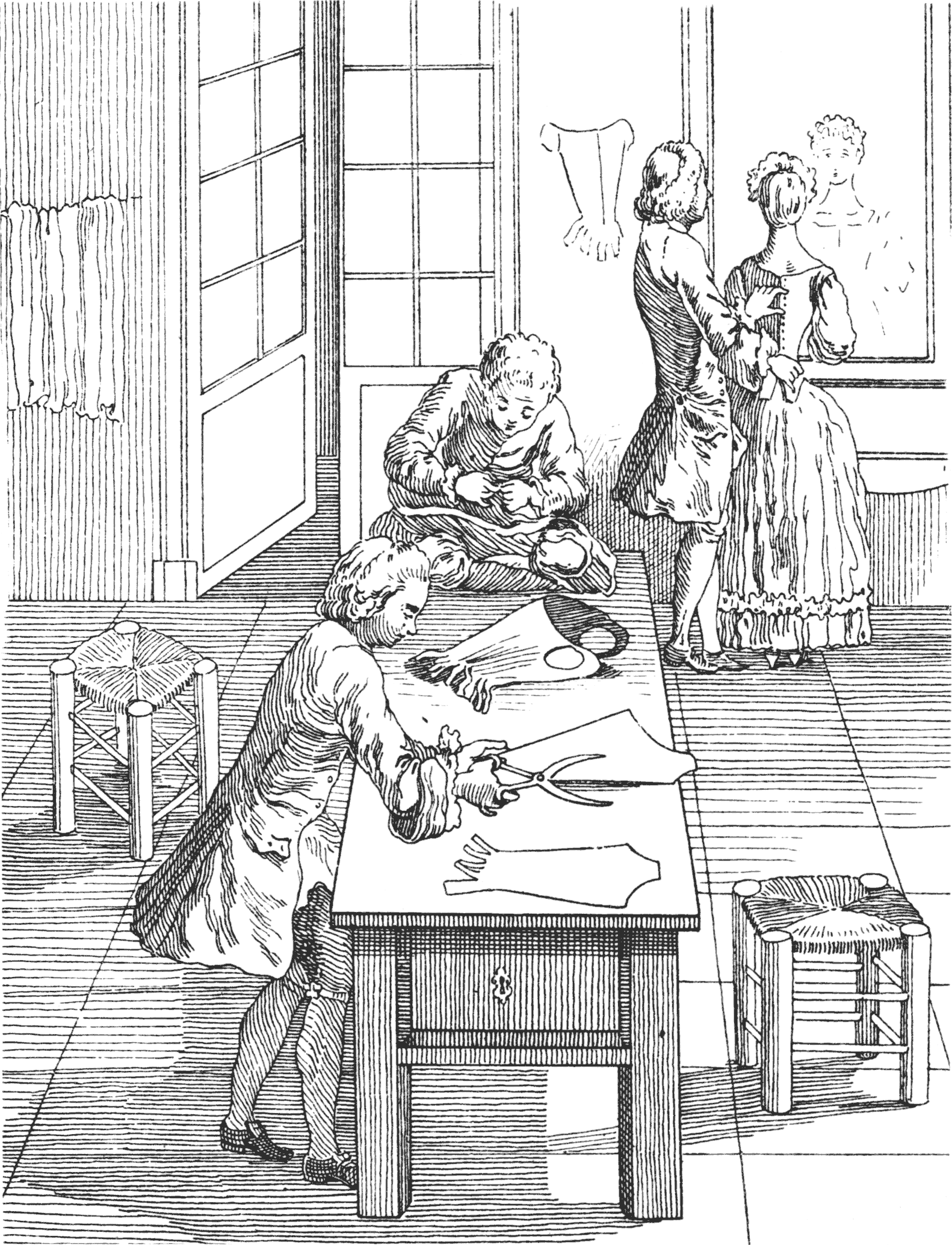
Corsetiers cắt ra và phù hợp trong thế kỷ 18

Nghệ nhân may corset là người thợ may chuyên làm áo corset. Người làm corset thường được biết đến bởi các thuật ngữ của Pháp như corsetier (nghệ nhân nam) và corsetière (nghệ nhân nữ).
Các nghệ nhân corset giỏi là những thợ may có tay nghề cao với kiến thức về giải phẫu cơ thể giúp họ tạo ra những chiếc áo dài vừa vặn, phù hợp với khách hàng. Nghệ nhân may corset tạo sản phẩm mang phong cách cổ điển phải có hiểu biết về thời trang và trang phục lịch sử kéo dài hàng thế kỷ.
Các nhà sản xuất corset cá nhân thường thích một phong cách nhất định, và thường có những lý thuyết riêng và ý kiến khác nhau về tác động vật lý và lợi ích của các loại áo corset, vì vậy mà thiết kế của sản phẩm do mỗi nghệ nhân cũng khác nhau.

## Nghệ nhân làm corset nổi tiếng
- Thomas Paine, một trong những người sáng lập của Hoa Kỳ.
- Roxey Ann Caplin.[1]
- Catherine Allsop Griswold, một nhà sản xuất áo corset ở Connecticut, người nắm giữ ba mươi bằng sáng chế, hầu hết mọi phụ nữ ở Mỹ thời đó.[2][3]
- Hiện nay, ở Việt Nam không có nghệ nhân làm corset. Thay vào đó, có những công ty sản xuất áo nịt bụng. Các mẫu áo corset được sản xuất cho mọi người và được chia theo cỡ để khách hàng chọn lựa, thay vì tìm nghệ nhân may riêng.

## Cân nhắc

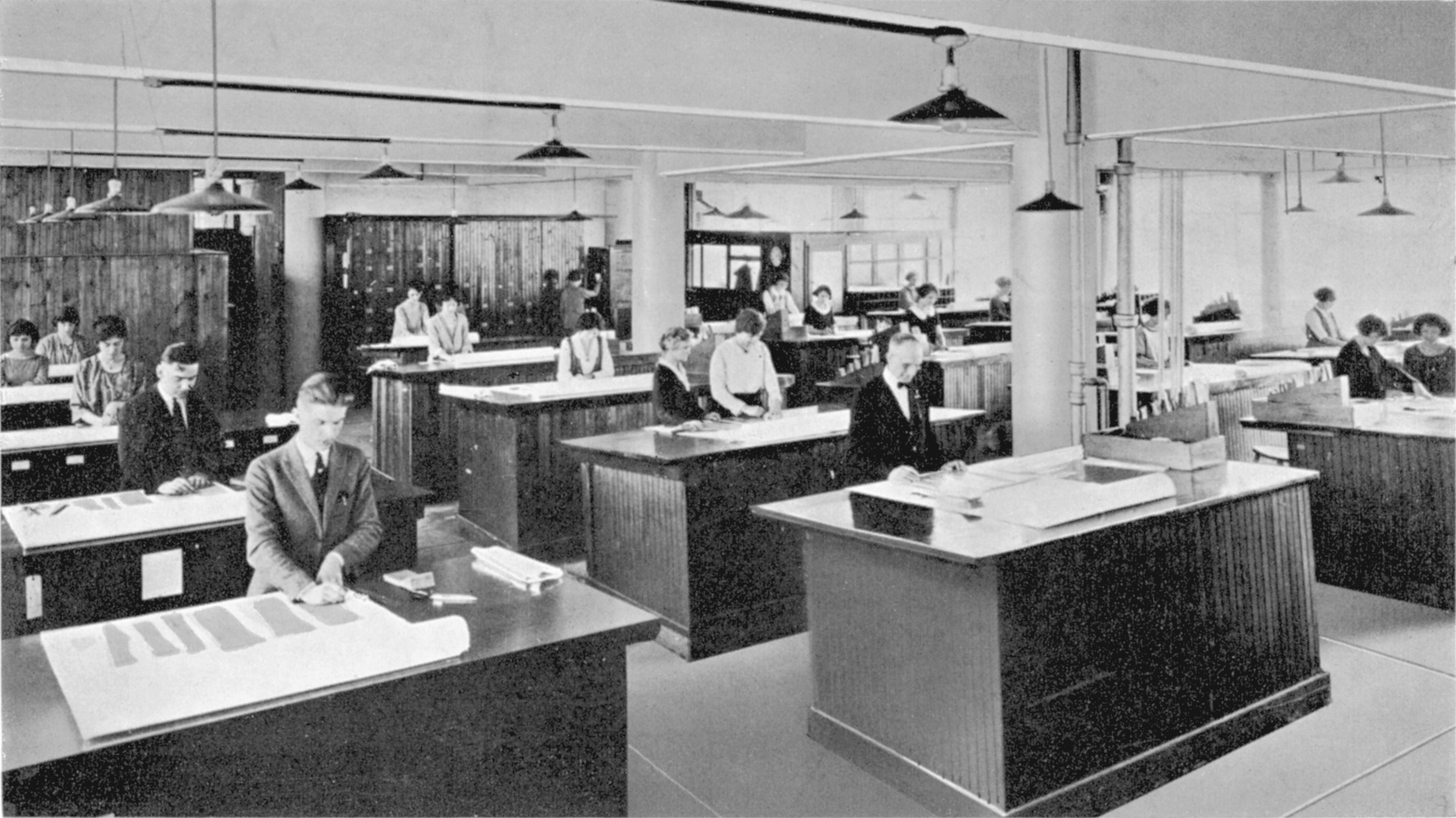
Corsetiers cắt ra vào năm 1928.

Thời gian sử dụng áo mỗi ngày là vấn đề đáng quan tâm nhất khi mua áo. Đối với mục đích sử dụng ngắn hạn, ví dụ như mua cho một sự kiện đặc biệt như đám cưới, corset sẽ được mặc trong thời gian ngắn, do đó chiếc áo không cần thiết phải thực sự đảm bảo về chuẩn kiểu dáng và kích thước cho người măc. Nhưng để sử dụng lâu dài, ví dụ như giảm eo, áo nịt phải được chế tạo theo tiêu chuẩn chính xác và có thể chỉnh cho phù hợp với từng người mặc. Một số váy dạ hội dài có áo đai nịt bụng đi kèm; một thợ may tài năng cũng có thể là một nghệ nhân corset lành nghề.